# Puntius sachsii
Puntius sachsii is een straalvinnige vissensoort uit de familie van de eigenlijke karpers (Cyprinidae). De wetenschappelijke naam van de soort is voor het eerst geldig gepubliceerd in 1923 door Ahl.

## Leefwijze
Dit prachtig gekleurde visje is een alleseter, die de eieren vasthecht aan waterplanten.

## Verspreiding en leefgebied
Deze soort komt voor in de zoete wateren van Zuidoost-Azië, maar is gemakkelijk te kweken in een tropisch aquarium.